# مجتمع تقليدي
يشير المجتمع التقليدي في أدبيات علم الاجتماع إلى مجتمع يتميز بالتوجّه نحو الماضي، لا المستقبل، بالإضافة إلى وجود هيمنةٍ كبيرة للأعراف والتقاليد. تتّسم هكذا مجتمعات بغياب التمايُز بين الأسرة والعمل التجاري، إذ يتأثر تقسيم العمل بشكل أساسي بعوامل العمر، والجنس، والوضع الاجتماعي.

## المجتمع التقليدي والمجتمع الحديث
في غالب الأحيان، يُقارن المجتمع التقليدي بالمجتمع الصناعي الحديث، ويؤكّد علماء مثل دوركهايم وبيير بورديو على علاقات التضاد مثل الجماعة مقابل المجتمع، أو التضامن الآلي مقابل التضامن العضوي؛ في حين اعتبر كلود ليفي شتراوس المجتمعات التقليدية مجتمعات «باردة» بسبب رفضها السماح للسيرورة التاريخية تعريفَ إحساسها الاجتماعي بالشرعية.
وفقًا لنظرية التحديث، يُعتبر المجتمع التقليدي كذلك المرحلة الأولى من التطور الاقتصادي كما ينصّ على ذلك نموذج النمو الاقتصادي الذي وضعه والت ويتمان روسو. لا مكان للعلم أو التقنية في المجتمع التقليدي، نظرًا لانتمائهما لحقبة «ما قبل نيوتن». وتتخذ الحياة طابعًا زراعيًا، والعلاقات الأسرية أو العشائرية هي أساس البُنى الاجتماعية.
وبالرغم مما سبق، يُنظر إلى النظريات التي تقوم على فرضيات التطور البسيط أحادي الخطّ للمجتمعات من حالتها التقليدية إلى الصناعية الحديثة على أنها غارقة في التبسيط، وذلك لاعتمادها على نموذج مثالي يتمحور حول المغايرة بين الكفاف/النمو، والمباشر/اللاشخصي، والضبط الاجتماعي غير المباشر أو الضبط الاجتماعي المباشر؛ والملكية الجماعية/الملكية الخاصة. عوضًا عمّا تقدّم شددت الأعمال السوسيولوجية مؤخرًا على التنوع الحاصل في الثقافات التقليدية، ووجود أشكال وسيطة بالإضافة إلى أشكال «بديلة» من الحداثة.

## الطقوس
يُنظر إلى المجتمعات التقليدية من زاوية تميّزها بذاكرة جمعية متأصّلة تعزّزها الطقوس، بالإضافة إلى ضمان الأوصياء الاجتماعيين لاستمرارية الممارسات الجماعية.
بالرغم من ذلك، فقد أعلت نظرية التطبيق مؤخرًا من الدور الذي تؤديه الطقوس في تسهيل عملية التغيير، والاستمرارية في الآن ذاته.

## التنوع
اعتبر فريدريك جيمسون أن التحديث الحاصل في القرن العشرين قد واجه صنفين رئيسيين من المجتمعات التقليدية: أولًا القبلية، كما هو الحال في إفريقيا، وثانيًا الإمبراطورية البيروقراطية، ومثالها الصين والهند، ومع هذا فقد وُجد طيفٌ أوسع بكثير من أنواع المجتمعات التقليدية على مر الزمان.
بالنظر لغالبية تاريخ البشرية، فقد شكلت القبائل الصغيرة من الصيادين وجامعي الثمار والتي عاشت بشكل شبه ثابت شكّلت التنظيم الاجتماعي الوحيد: ففي المناطق التي استمرّ وجودهم فيها حتى القرن العشرين، في أستراليا مثلًا، ثبت لجوؤهم إلى الرسوم، والأغاني، والأساطير، والطقوس لتقوية أواصر ارتباطهم بإحساس عميقٍ بالاستمرارية مع الأسلاف وتقاليدهم.
أدى اختراع الزراعة منذ 10,000 سنة تقريبًا إلى ظهور المجتمعات الزراعية، بدويةً كانت أم فلاحية، وهيمن على المجتمعات الفلاحية خصوصًا حسّ التقليدية في غالب الأحيان. ومع ذلك، فقد وُجد تنوّع واسع الطيف ضمن المجتمعات الزراعية ذاتها. كانت اليونان في عصر هومريوس مجتمعًا متميّزًا بأواصر القربى، والوضعية الاجتماعية الثابتة، والشروط الاجتماعية المحددة بصرامة؛ وفي عهد المدن الإغريقية الكلاسيكية، ووفقًا لما ذكره موزيز فينلي، بالرغم من إتاحة المهرجانات «إعادة تركيب شبكة متصلة لجميع الحياة، ممتدة عبر أجيال من البشر حتى الآلهة»، فقد أدّت أشكال طوعية جديدة وأكثر تعقيدًا للحياة الاجتماعية والعامة إلى الإدماج المتوازن للمجتمع التقليدي ضمن معادلة جديدة.
اتّسمت أوروبا في العصور الوسطى بكونها مجتمعًا محليًا مكثفًا يتألّف مِن عائلات فلاحية تعيد إنتاج نفسها، وتحيا ضمن ثقافة بطيئة الحركة يحكمها القانون العرفي واحترام السلطة القديمة، وتسودها عقلية سياسية لا تاريخية تركز على مفاهيم الخبرة، وطريقة الاستعمال المعتادة، والقانون بوصفه عُرفًا.

## التنوير والحقبة ما بعد التقليدية
انشغل تفكير عصر التنوير بالتخلص من عقلية المجتمع التقليدي، واستبدال التركيز على مفاهيم كالريفية، أو الهرمية، أو العرفية، أو الوضعية الاجتماعية بمفاهيم أخرى تركز على الأفكار الحضرية، أو العادلة، أو التقدمية، أو التعاقدية. استمرت الحداثة والمُعاصَرة في سيرورة مواجهة المجتمع التقليدي والتغلب عليه.
وبالرغم من ذلك، فقد اعتبر جيمسون أنه من الخصائص المميزة لما بعد الحداثة هو الإنهاء على مستوى العالم للجيوب «التقليدية» المتبقية، وهو ما منحها طابعًا زمنيًا أحادي البعد لم يعد يقابله أمثلة حاضرةٌ من الماضي المتآخي جنبًا إلى جنب مع المعاصر.

## الإنترنت
تُعتبر وسائل الإعلام العالمية مثل الإنترنت أدواتٍ فعالة لإعادة خلق الثقافات التقليدية. ومع هذا يكمن حاليًا التناقض الرئيسي للمجتمعات التقليدية في حقيقة أن الانخراط فيها أصبح طوعيًا بدلًا من كونه إضفائيًا: ثابتًا في الحيّز، والطبقية الاجتماعية، وما هو متوقّع من الأدوار الاجتماعية.